# Pachyrhabda euphanopis
Pachyrhabda euphanopis is een vlinder uit de familie Stathmopodidae. De wetenschappelijke naam van de soort is voor het eerst geldig gepubliceerd in 1927 door Meyrick.